# Richard M. Shiffrin
Richard Martin Shiffrin (* 13. März 1942 in New Haven, Connecticut) ist ein US-amerikanischer Kognitionswissenschaftler und Psychologe. Er ist bekannt für Gedächtnismodelle.
Shiffrin studierte an der Yale University mit dem Bachelor-Abschluss 1964 (B.A.) und wurde 1968 an der Stanford University bei Richard C. Atkinson in experimenteller und mathematischer Psychologie promoviert.  Danach wurde er Assistant Professor und 1973 Professor für Psychologie an der Indiana University. 1980 wurde er dort  Luther Dana Waterman Professor. Außerdem ist er dort Distinguished Professor.
1994/95 war er Gastprofessor an der Universität Amsterdam und 1975/76 an der Rockefeller University.
Von ihm stammen bekannte Modelle des Gedächtnis (mit Richard Atkinson 1968, Atkinson-Shiffrin-Modell), das das Gedächtnis in drei Teile unterteilt: ein Teil für die unmittelbaren Sinnesinformationen, die durch den Mechanismus der Aufmerksamkeit in das Kurzzeitgedächtnis übergehen, das mit dem Langzeitgedächtnis in Austausch steht. Er reduzierte es später durch das SAM Modell mit nur Kurz- und Langzeitgedächtnis.
1977 veröffentlichte er eine Theorie der Aufmerksamkeit mit Walter Schneider und 1980 mit Jeroen G. W. Raaijmakers ihr Search of Associative Memory Modell (SAM), 1997 mit Mark Steyvers zum Retrieving Effectively From Memory (REM) Modell erweitert.
Er ist Mitglied der National Academy of Sciences (1995), der American Academy of Arts and Sciences (1995), der American Philosophical Society (2005), der American Association for the Advancement of Science und der American Psychological Society (1996). 1975/76 war er Guggenheim Fellow.
2002 erhielt er den David-E.-Rumelhart-Preis. Für 2018 wurde ihm der Atkinson Prize in Psychological and Cognitive Sciences zugesprochen.

## Schriften
- mit R. C. Atkinson: Human memory: A proposed system and its control processes, in: K. W. Spence, J. T. Spence: The psychology of learning and motivation, Academic Press, Band 2, 1968, S. 89–195.
- mit R. C. Atkinson: The control of short-term memory, Scientific American, Band 225, Februar 1971, S. 82–90.
- Short-term store: The basis for a memory system, in: F. Restle, R. Shiffrin, N. J. Castellan, H. Lindman, D. B. Pisoni: Cognitive theory. 1. Hillsdale, New Jersey: Erlbaum, 1975, S. 193–218.
- Capacity limitations in information processing, attention and memory, in W. K. Estes, Handbook of learning and cognitive processes: Memory processes (Band 4), Hillsdale, New Jersey: Erlbaum. 1975, S. 177–236.
- mit W. Schneider: Controlled and automatic human information processing: 1. Detection, search, and attention. Psychological Review, Band 84, 1977, S. 1–66.
- mit Jeroen Raaijmakers: The SAM retrieval model: a retrospective and prospective, in: Alice F.  Healy, Stephen M.  Kosslyn, Richard M. Shiffrin, From Learning Processes to Cognitive Processes: Essays in Honor of William K. Estes, Band 2, 1992, Hillsdale, NJ: Erlbaum. S. 119–141
- mit M. Steyvers: A model for recognition memory: REM-retrieving effectively from memory, Psychonomic Bulletin and Review, Band 4, 1997, S. 145–166, PMID 21331823